# Neon Bible (album)
Pour les articles homonymes, voir Neon Bible.
Albums de Arcade Fire
Live EP (Live at Fashion Rocks) The Suburbs
Singles
1. Black Mirror
Sortie : 22 janvier 2007
2. Keep the Car Running
Sortie : 19 mars 2007
3. Intervention
Sortie : 21 mai 2007
4. No Cars Go
Sortie : 6 août 2007

Neon Bible est le deuxième album du groupe de rock indépendant canadien Arcade Fire, sorti le 5 mars 2007 en Europe et le 6 mars 2007 en Amérique du Nord.
La plus grande partie de l'album a été enregistrée dans une église que le groupe a achetée et fait rénover. Il a connu le succès commercial en Amérique du Nord et en Europe et a été très bien accueilli par la critique.

## Enregistrement et composition
Après la sortie de Funeral, enregistré dans un petit studio de Montréal, Arcade Fire décide qu'il lui faut un lieu d'enregistrement spécialement dédié. À la fin de la tournée promotionnelle de leur premier album, les membres du groupe achètent pour 200 000 dollars canadiens une ancienne église de Farnham, au Québec, reconvertie en café par ses précédents propriétaires. Une fois les travaux de rénovation achevés, le groupe y enregistre la majeure partie de son deuxième album durant le deuxième semestre 2006. Les points de départ de l'album sont Black Mirror et une nouvelle version de No Cars Go, titre qui figurait sur leur premier EP. Ils finissent ensuite l'enregistrement à New York, sur les bords de l'Hudson, puis à Budapest, avec l'aide d'un orchestre et d'un chœur militaire hongrois pour enregistrer No Cars Go. Régine Chassagne utilise l'orgue de l'église Saint-Jean-Baptiste de Montréal, au cours d'une session nocturne, pour enregistrer le passage à l'orgue sur Intervention. D'autres instruments peu communs, tels qu'une vielle à roue, une mandoline ou encore une harpe, sont utilisés sur l'album.
Les paroles sont écrites par Win Butler, Américain installé à Montréal depuis plusieurs années qui a réalisé son travail d'écriture après la tournée du groupe aux États-Unis, où il voyait pour la première fois son pays natal avec les yeux d'un étranger. Le ton de l'album est sombre, les chansons abordent les thèmes de la guerre, de la religion, de la paranoïa et, selon Butler, l'idée centrale de l'album « est que le christianisme et la société de consommation sont totalement compatibles, ce qui je pense est la plus grande insanité de notre époque ». La peur (Black Wave/Bad Vibrations), la condamnation d'une certaine Amérique (Windowsill) et de la télévision (Antichrist Television Blues), la désillusion (My Body Is a Cage) sont prédominantes. Au sujet de My Body Is a Cage, Win Butler affirme que c'est la chanson qui lui est venue le plus spontanément. The Well and the Lighthouse s'inspire de la fable Le Loup et le Renard de Jean de La Fontaine. L'héritage culturel américain est également représenté et Bob Dylan, Bruce Springsteen (Antichrist Television Blues) et Elvis Presley (The Well and the Lighthouse) sont cités comme influences pour certains titres. L'imagerie autour de l'océan, qui symbolise le manque de contrôle, et de la télévision, qui affecte la façon dont les gens voient le monde sans qu'ils s'en rendent compte, est très présente.
Après avoir fini l'enregistrement de ces morceaux utilisant beaucoup d'instruments et de concepts différents, le groupe décide de faire intervenir quelqu'un d'extérieur pour le mixage. Ils envoient des échantillons à quelques ingénieurs du son reconnus pour qu'ils fassent des expérimentations dessus et ce sont les idées de Nick Launay qui les séduisent le plus. Launay est invité à Farnham et il y travaille pendant un mois en collaboration avec Markus Dravs, qui a enregistré et coproduit l'album. Owen Pallett écrit les arrangements orchestraux de Black Mirror, Keep the Car Running et No Cars Go.

## Titre et pochette
Le titre de l'album est également celui de la troisième chanson, qui a été écrite en une nuit et enregistrée la journée suivante. Selon Win Butler, le titre a ensuite été choisi pour être celui de l'album en raison du mélange de religion et de société de consommation qu'il implique, et il n'est pas inspiré du roman homonyme de John Kennedy Toole. La pochette de l'album est une photographie d'une enseigne au néon d'une hauteur de 1,80 m et représentant une Bible. Le groupe a spécialement commandé cette enseigne lumineuse et l'a ensuite emmenée sur sa tournée. La directrice artistique Tracy Maurice et le photographe François Miron ont remporté pour leur travail le prix Juno de la pochette de l'année.

## Tournée

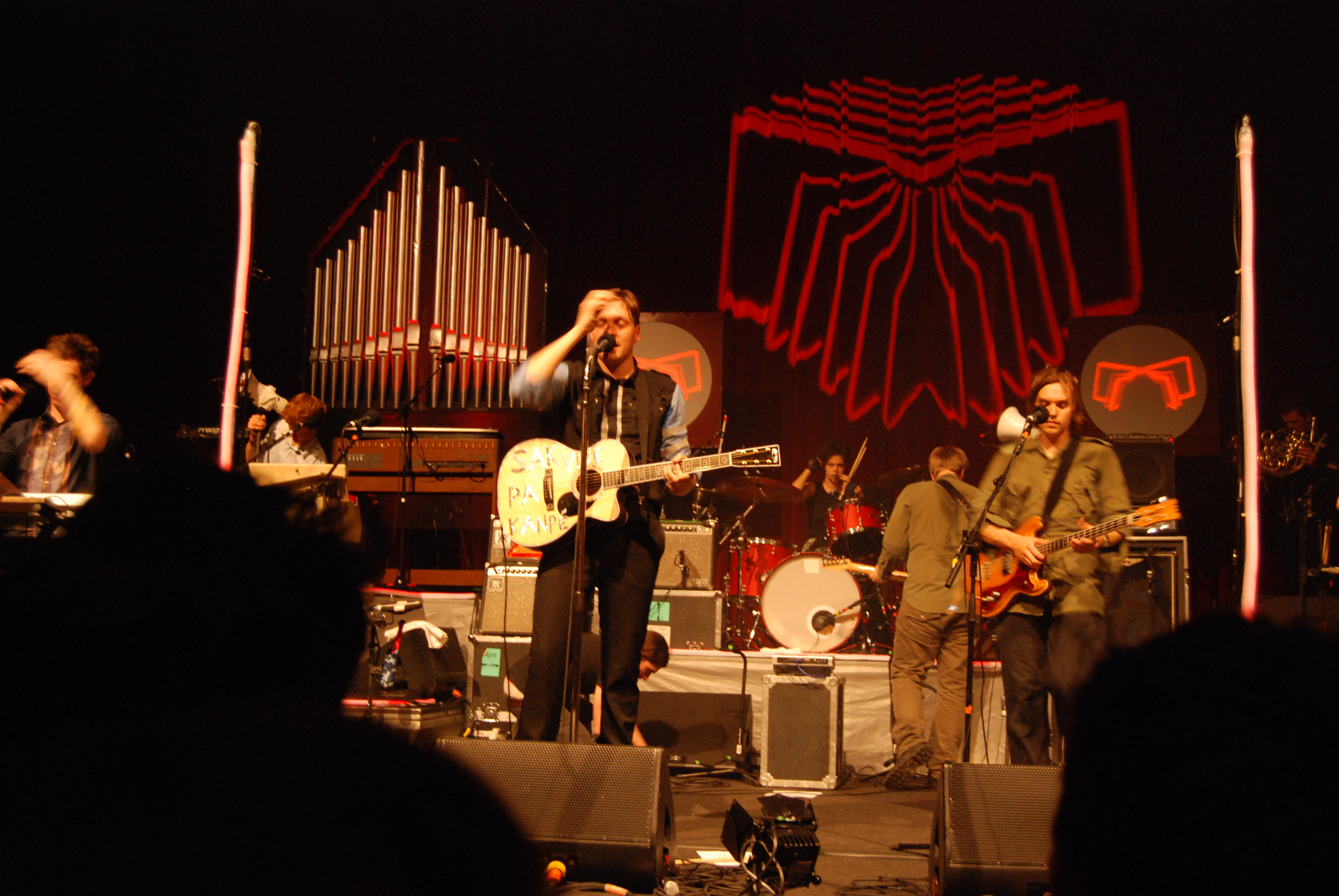
Arcade Fire en concert à New York en 2007.

Pour promouvoir l'album, Arcade Fire joue tout d'abord une série de concerts dans des églises ou des petites salles à Ottawa, Montréal, Londres et New York en janvier et février 2007, un peu avant la sortie de Neon Bible. Le groupe programme ensuite une tournée européenne de 23 dates (dont quatre en France) en mars et avril, Patrick Wolf ou Electrelane assurant la première partie, mais doit annuler les neuf dernières, Win Butler étant atteint de la coqueluche. De fin avril à début juin, le groupe donne 24 concerts aux États-Unis et au Canada, avec The National, St. Vincent ou Electrelane en première partie. Il se produit ensuite dans plusieurs festivals européens durant l'été. De septembre à novembre, le groupe donne onze nouveaux concerts aux États-Unis (avec LCD Soundsystem en première partie), puis 18 en Europe. En janvier et février 2008, le groupe termine sa série de concerts par une tournée de dix dates en Australie, suivie de trois concerts au Japon. En un peu plus d'un an, Arcade Fire a donné 122 concerts (dont 33 dans des festivals) dans 75 villes et 19 pays.

## Accueil

### Succès commercial
L'album a été no 1 des meilleures ventes d'albums au Canada et en Irlande, et no 2 aux États-Unis et au Royaume-Uni. Il est disque de platine au Royaume-Uni, disque d'or au Canada et en Australie et s'est vendu à plus de 439 000 exemplaires aux États-Unis.

### Classements et certifications
| Pays               | Positions |
| ------------------ | --------- |
| Allemagne          | 11        |
| Australie          | 7         |
| Autriche           | 25        |
| Belgique Comm. fl. | 5         |
| Belgique Comm. fr. | 17        |
| Canada             | 1         |
| Danemark           | 11        |
| Espagne            | 14        |
| États-Unis         | 2         |
| Finlande           | 5         |
| France             | 9         |
| Irlande            | 1         |
| Italie             | 44        |
| Norvège            | 3         |
| Nouvelle-Zélande   | 20        |
| Pays-Bas           | 13        |
| Portugal           | 2         |
| Royaume-Uni        | 2         |
| Suède              | 16        |
| Suisse             | 23        |

| Pays        | Ventes    | Certifications |
| ----------- | --------- | -------------- |
| Australie   | 35 000 +  | Or             |
| Canada      | 50 000 +  | Or             |
| Irlande     | 30 000 +  | 2 × Platine    |
| Royaume-Uni | 300 000 + | Platine        |

### Accueil critique
L'album a recueilli dans l'ensemble de très bonnes critiques musicales, obtenant un score de 87⁄100, sur la base de 46 critiques collectées, sur Metacritic.
James Monger, d'AllMusic, affirme que l'album « demande quelques écoutes pour pouvoir être digéré correctement et, comme toutes les nourritures riches, il est aussi décadent que savoureux » et met en avant les titres No Cars Go, Keep the Car Running, Intervention et My Body Is a Cage. Stephen Deusner, de Pitchfork, juge prometteur le « rôle plus proéminent de Régine Chassagne » et affirme que l'album, plus extraverti que Funeral, est « construit avec élégance, le groupe maintenant une ambiance à la fois inquiétante et exaltante ». Mark Beaumont, du New Musical Express, évoque un « monolithe orgasmique et un album dans la grande tradition du rock contestataire et mélodique » qui a « l'esprit sombre et néanmoins rédempteur d'Automatic for the People et la magnificence musicale de Deserter's Songs de Mercury Rev ». Jody Rosen, d'Entertainment Weekly, met en avant « l'immensité du son », le groupe y ajoutant « d'étranges couleurs musicales » et des chants en chœur « qui donnent aux moments les plus majestueux une sensation d'indie rock débraillé ». Pour JD Beauvallet, des Inrockuptibles, l'album « se révèle dès la première écoute nettement plus âpre que son prédécesseur » et a des « tonalités plus sombres mais toujours aussi entêtantes », atteignant son paroxysme dans sa deuxième moitié. Le site Sputnikmusic évoque « un album très consistant », bien que par moments « trop théâtral et majestueux », et des « arrangements extrêmement impressionnants », et met en avant les titres Keep the Car Running, Black Wave/Bad Vibrations et No Cars Go. Mike Diver, de Drowned in Sound, évoque une « formidable série de chansons » à laquelle il manque « l'unité absolue » de Funeral et ajoute que « la véritable beauté de l'album réside peut-être dans cette imperfection ».
Adrien Begrand, de PopMatters, affirme que le romantisme de Funeral a été remplacé par « l'amertume et parfois l'irritabilité » mais que « l'infatigable passion de la musique » en fait son « digne successeur », Neon Bible ayant en outre « une approche beaucoup plus disciplinée qui reflète une vision du monde beaucoup plus cynique ». Jonathan Keefe, de Slant Magazine, estime que la musique est « exaltante et passionnée » mais qu'il y a « une rupture entre la structure musicale et les paroles » et que l'album est moins focalisé que Funeral tout en restant inspiré. David Fricke, de Rolling Stone, évoque un album inégal dont « le son est souvent trop froid », parfois intrigant (Black Mirror et Black Wave/Bad Vibrations) et qui atteint ses sommets avec No Cars Go, Antichrist Television Blues et Keep the Car Running.

### Distinctions
En 2008, il a été nommé lors de la 50e cérémonie des Grammy Awards dans la catégorie du meilleur album de rock alternatif et a remporté le prix Juno dans la même catégorie. Le magazine Q, le classe à la première place de sa liste des meilleurs albums de l'année 2007, et Rolling Stone et New Musical Express à la 4e place.

## Pistes de l'album
| No  | Titre                         | Durée |
| --- | ----------------------------- | ----- |
| 1.  | Black Mirror                  | 4:13  |
| 2.  | Keep the Car Running          | 3:29  |
| 3.  | Neon Bible                    | 2:16  |
| 4.  | Intervention                  | 4:19  |
| 5.  | Black Wave/Bad Vibrations     | 3:57  |
| 6.  | Ocean of Noise                | 4:53  |
| 7.  | The Well and the Lighthouse   | 3:56  |
| 8.  | (Antichrist Television Blues) | 5:10  |
| 9.  | Windowsill                    | 4:16  |
| 10. | No Cars Go                    | 5:43  |
| 11. | My Body Is a Cage             | 4:47  |

## Crédits
| Arcade Fire - William Butler - Win Butler - Régine Chassagne - Jeremy Gara - Tim Kingsbury - Sarah Neufeld - Richard Reed Parry Musiciens additionnels - Mélanie Auclair - violoncelle - Owen Pallett - violon - Liza Rey - harpe sur Black Mirror et The Well and the Lighthouse - Marika Shaw - alto - Pietro Amato, Edith Gruber, Margaret Gundara, Jake Henry, Laurent Ménard, Geoffrey Shoesmith, Colin Stetson et Andreas Stolzfus - cuivres - Jacob Valenzuela et Martin Wenk - cuivres sur Ocean of Noise - István Silló - chef d'orchestre | - Nick Launay - mixage - Markus Dravs - mixage de Neon Bible et Black Wave/Bad Vibrations - Mark Stent - mixage de Black Mirror et No Cars Go - Scott Colburn et Markus Dravs - ingénieur du son - Frank Arkwright - matriçage - Christophe Collette et François Miron – photographie - Tracy Maurice - directeur artistique et design |